# دونكي كونغ كانتري: تروبيكال فريز
دونكي كونغ كانتري: تروبيكال فريز (بالإنجليزية: Donkey Kong Country: Tropical Freeze)‏ هي لعبة فيديو صدرت في فبراير 2014 حصرياً على منصة وي يو. اللعبة من تطوير شركة ريترو ستوديوز الأمريكية، ونشر نينتندو. أعيد إصدار اللعبة عام 2018 ليتم إصدارها على نينتندو سويتش.

## وصلات خارجية
- دونكي كونغ كانتري: تروبيكال فريز على موقع IMDb (الإنجليزية)
- الموقع الرسمي
 (بالإنجليزية)
- الموقع الياباني الرسمي (باليابانية)
- الموقع البريطاني الرسمي (بالإنجليزية)
- دونكي كونغ كانتري: تروبيكال فريز على موبي غيمز (بالإنجليزية)
- دونكي كونغ كانتري: تروبيكال فريز على موقع غيم فاكس (بالإنجليزية)